# Taylor Worth
Taylor Worth (* 8. Januar 1991 in Busselton, Western Australia) ist ein australischer Bogenschütze.

## Werdegang
Taylor Worth startet für den Bowmen of Melville Archery Club in Perth. Er begann im Alter von zehn Jahren mit dem Bogenschießen und debütierte im Jahr 2008 auf internationaler Ebene.
2008 gewann Worth zusammen mit Ryan Tyack Gold bei den Junioren-Weltmeisterschaften in Antalya. Bei den Commonwealth Games 2010 im indischen Delhi gewann Worth unter seinem Trainer Simon Fairweather, dem einzigen australischen Olympiasieger im Bogenschießen, im Mannschaftswettbewerb zusammen mit Mat Masonwells und Matthew Grey ebenfalls die Goldmedaille.
Worth nahm im Alter von 21 Jahren im Rahmen der Olympischen Sommerspiele 2012 in London zum ersten Mal an Olympischen Spielen teil. Dort belegte er im Einzelwettbewerb Platz 23 in der Platzierungsrunde, besiegte in der anschließenden Gruppenphase unter anderem Brady Ellison und kam so bis ins Achtelfinale, wo er mit 5:6 knapp gegen den späteren Bronzemedaillengewinner Dai Xiaoxiang verlor und ausschied.
Vier Jahre später startete Worth erneut bei den Olympischen Sommerspielen 2016 in Rio de Janeiro. Im Einzelwettbewerb konnte er dieses Mal die ersten drei Runden gewinnen und kam so bis ins Viertelfinale, wo er erneut knapp mit 5:6 gegen den späteren Goldmedaillengewinner Ku Bon-chan verlor und dadurch im Endergebnis Platz fünf belegte. Im Mannschaftswettbewerb kam Worth zusammen mit Alec Potts und Ryan Tyack nach Siegen über Malaysia und Frankreich bis ins Halbfinale, wo sie jedoch gegen den späteren Olympiasieger Südkorea mit 0:6 verloren. Anschließend besiegten sie im Kleinen Finale dann China mit 6:2 und gewannen so die Bronzemedaille. Dies war die erste Mannschaftsmedaille für Australien im Bogenschießen bei Olympischen Spielen.
Taylor Worth lebt derzeit in Yangebup, Western Australia.